# أبردين الجنوبية (دائرة انتخابية في المملكة المتحدة)
ابردين الجنوبية  (بالإنجليزية: Aberdeen South)‏ هي إحدى الدوائر الانتخابية في المملكة المتحدة الممثلة في مجلس العموم في برلمان المملكة المتحدة.
عضو البرلمان الذي يمثلها حالياً هو Miss Anne Begg.